# 法曹院

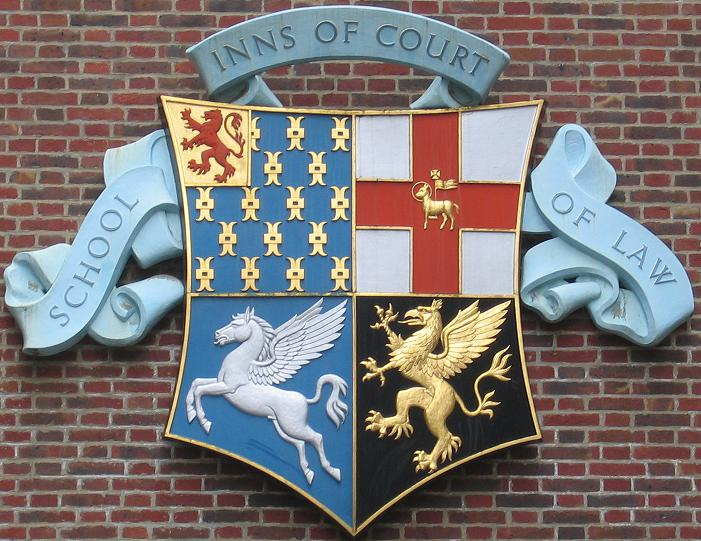
四法曹院の紋章 (左上から時計回りに、リンカーン法曹院、ミドル・テンプル、グレイ法曹院、インナー・テンプルの紋章)

法曹院 (ほうそういん、Inns of Court)はイギリスのロンドンの法曹に関する非営利の弁護士組織である。法曹学院や法学院とも訳される。

## 概要
法曹院は、リンカーン法曹院、ミドル・テンプル法曹院、グレイ法曹院、インナー・テンプル法曹院の四つがある。四つの法曹院は評議員（Bencher）とよばれる各法曹院の古参メンバーにより運営される。各法曹院は法学生の登録と法廷弁護士（バリスター）資格の付与、法廷弁護士就任後の監督を行い、その資格剥奪には四法曹院合同委員会（the Joint Committee of the Four Inns of Court）の合議となる。イングランドとウェールズの法廷弁護士はいずれかの法曹院に所属することが義務づけられている。なおイギリスでは裁判官や検察官も全て法曹院に属する法廷弁護士から任用されるが法曹院への所属は失わない。

## 沿革
法曹院は、コモン・ローの発展する歴史と共に、半ば自然発生的に生まれ、近年まで法律に定められた機関でもなかったので、その起源や歴史は不透明な部分が多い。
中世、征服王ウィリアム1世によってイングランドに封建制度が確立されると、土地の意味合いが食料生産の場というよりも、土地から生み出される価値などに移ってきた。それに伴い、土地取引などが活発になり、高度な法律の運用主体が必要とされた結果、自然発生的に法曹の教育機関としての法曹院が形成されたという説もある。
その後、15世紀頃から"Inns of Court" (法曹院）と呼ばれ始め、15世紀後半に法曹院は法廷弁護士教育に専念し始め、事務弁護士などを受け入れなくなった。
16世紀には法曹院への入学者が前世紀の5倍の200名にもなり、現在に続く教育システムが確立された。ただし、奨学金制度がなかった法曹院に入学できるのは、当時のオックスブリッジ同様に貴族またはジェントリ階級出身者であり、17世紀に至っても法曹院入学者の9割はこの2つの階級出身者で占められていた。
法曹院はその高度な教育内容から、当時イングランドで唯一の大学であったオックスフォード大学とケンブリッジ大学になぞらえて"イングランド第三の大学"とも呼ばれていた。オックスブリッジに法曹院が似ているのは教育レベルだけでなく、敷地内の建物の配置や建築様式などにもその影響を見ることができる。

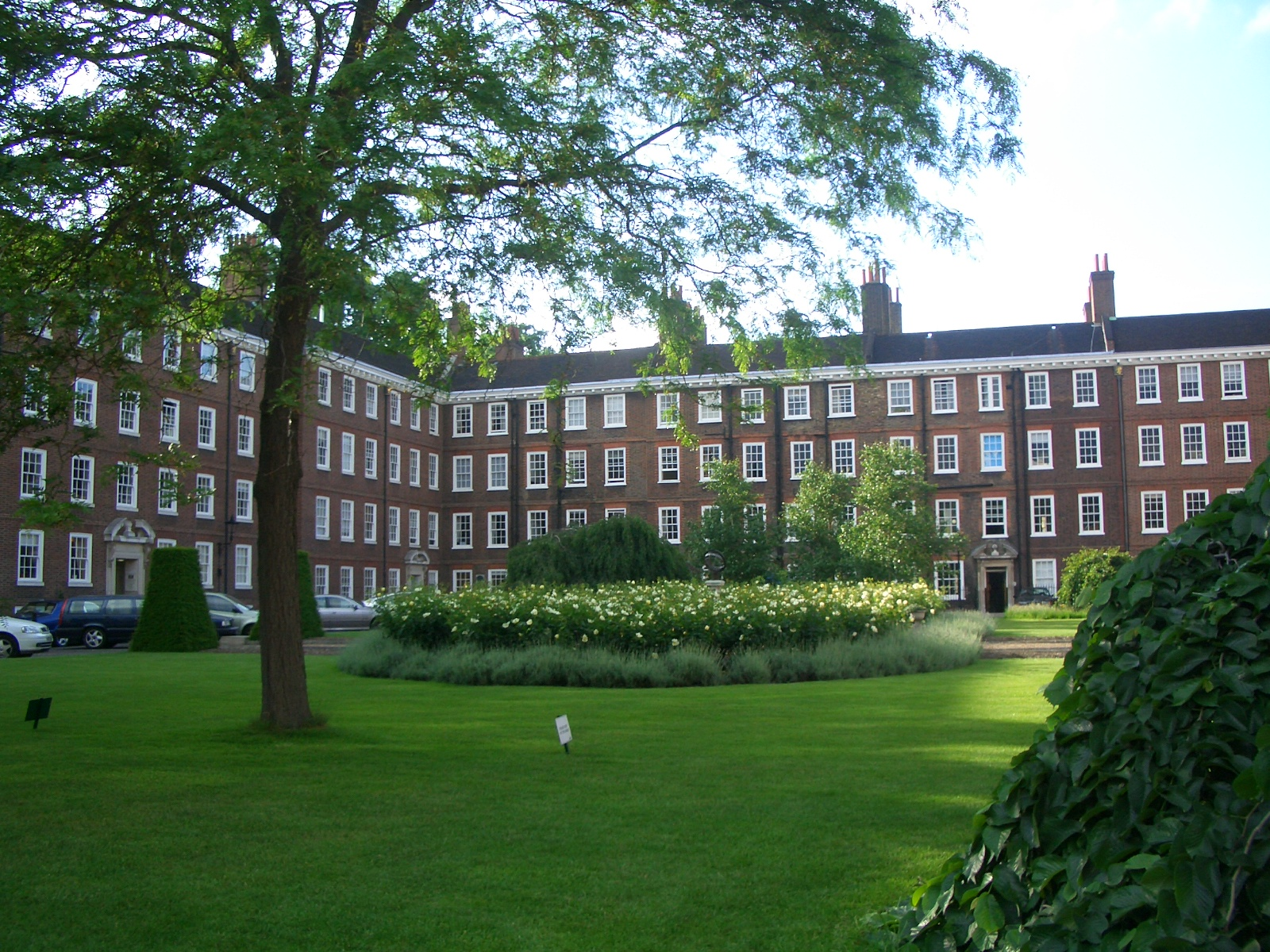
グレイ法曹院 (Gray's Inn)
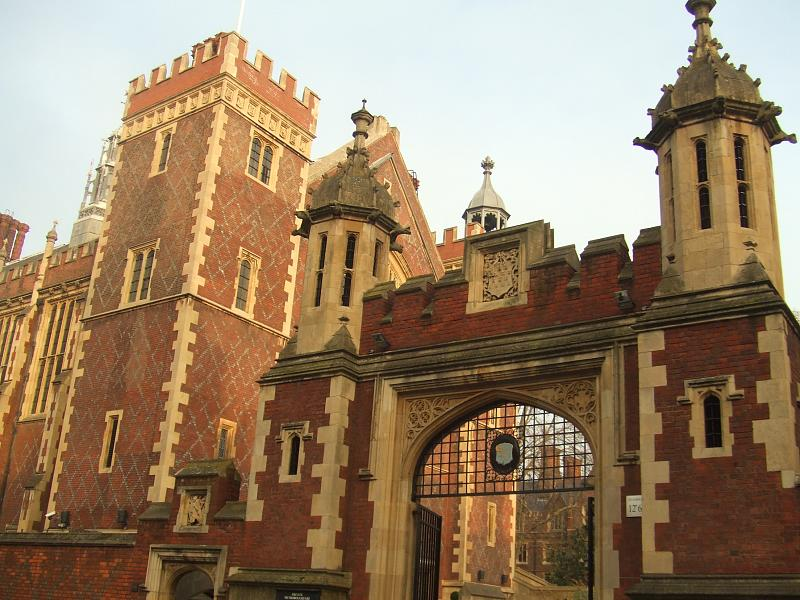
リンカーン法曹院 (Lincoln's Inn)
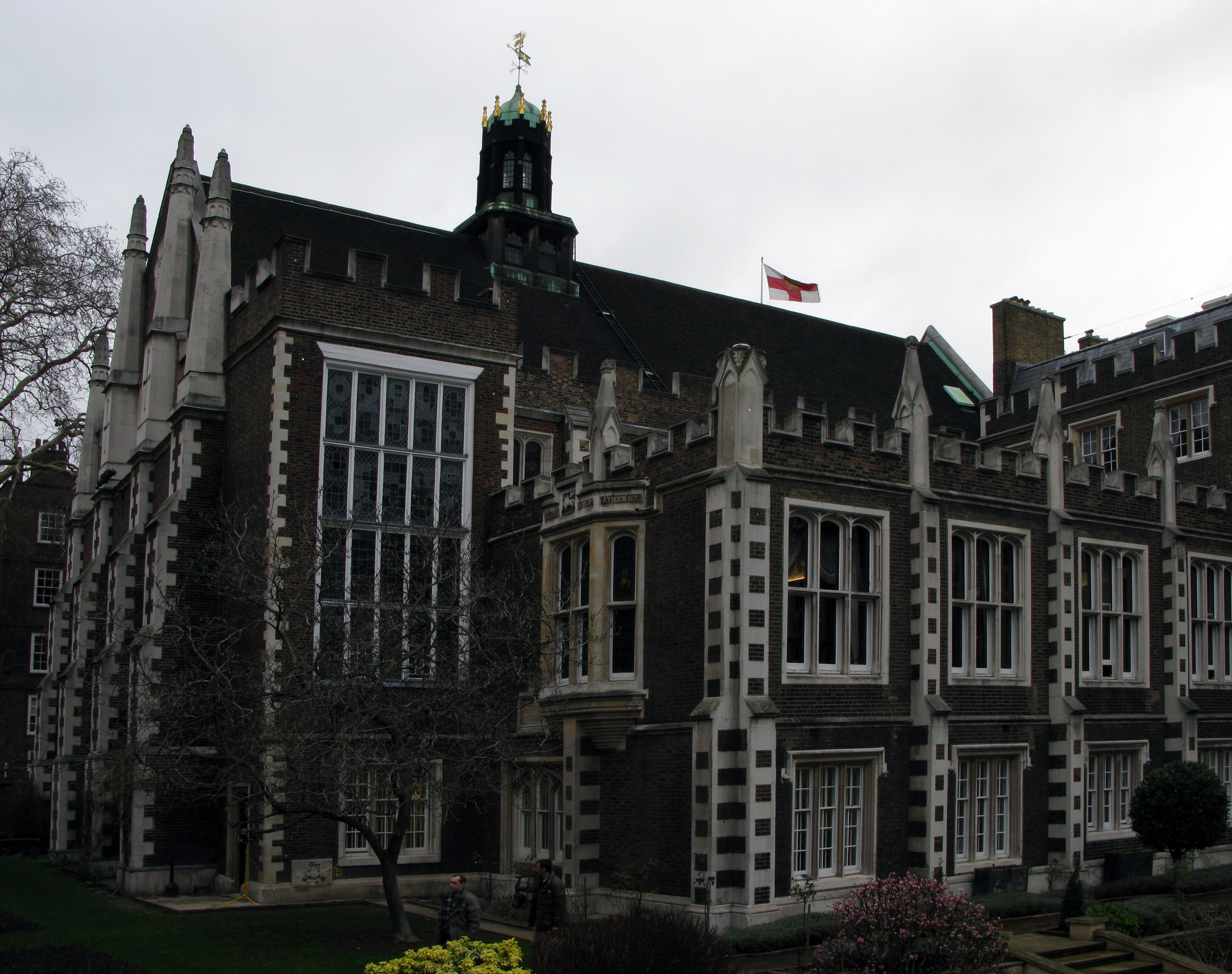
ミドル・テンプル (Middle Temple)
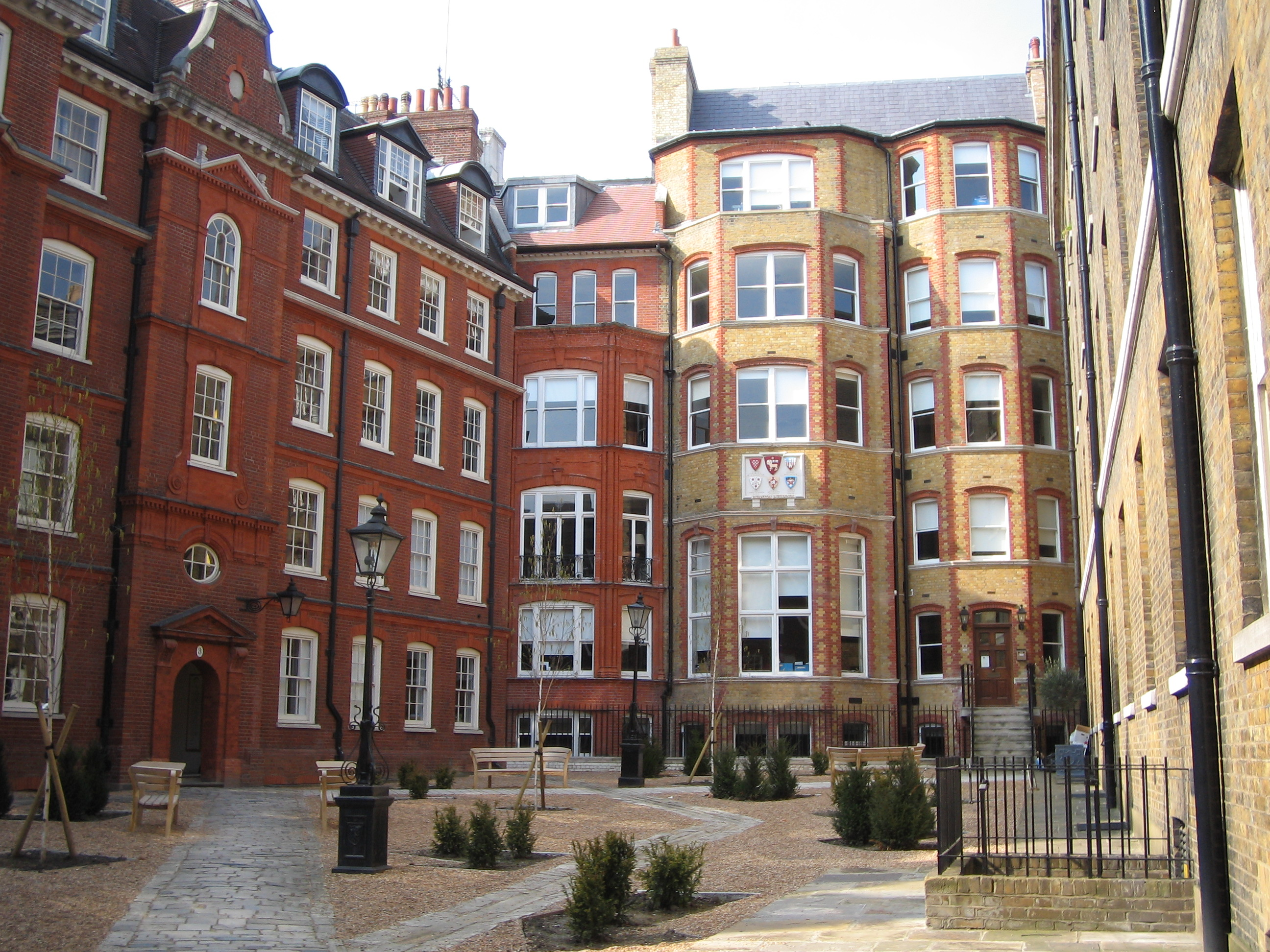
インナー・テンプル (Inner Temple)

なお、過去には小規模な法曹院が沢山存在したが、時代が経るにつれ法が専門化・高度化し、それに伴い法曹院での教育も専門化・高度化し、施設も大規模化した関係で、合併などを繰り返し現在も存続する上記4法曹院に集約された。
4つの中で最古だと考えられているのは1422年の文献に登場するリンカーン法曹院であるが、伝統的にどの法曹院が最古かは議論しないことになっており、公式に最古の法曹院が決まっているわけではない。このように4つの法曹院は完全に同格であり、学生や法廷弁護士がどの法曹院に所属しても、他の法曹院所属者に対して経歴上の不利益を被ることはない。
4つの法曹院で最大の所属人数を誇るのはリンカーン法曹院で、所属人数が最も少ないのがグレイ法曹院である。法廷弁護士候補生にとって、法曹院の所属人数はスカラシップへの合格率に直結するので、重要な指標となっているようである。4つの法曹院が毎年法廷弁護士候補生に与えるスカラシップの総額は4百万ポンド (2009年5月26日のレート£1=¥150.6で約6億円)にもなる。ただし、法曹院は財政的に独自運営されているので、財政規模の大きい法曹院はスカラシップが充実して居る可能性が高い。法廷弁護士候補生の多くはスカラシップへの合格率と法曹院のその時点での財政状態を探りつつ、自分に合った法曹院に所属するようである。英国では法曹院のスカラシップへの関心が高く、スカラシップ獲得者は新聞紙面で紹介される 。
4つの法曹院はいずれも王立裁判所周辺にあり、お互いに至近距離にある。王立裁判所の南側にミドル・テンプルとインナー・テンプルがあり、ロンドン地下鉄の最寄り駅はテンプル駅である。王立裁判所の北側にはグレイ法曹院とリンカーン法曹院があり、最寄り駅はチャンスリー・レーン駅 (Chancery Lane Station)。ミドル・テンプルとインナー・テンプルはそれ自体が自治体として運営されており、法曹院があるシティ・オブ・ロンドンの管轄下には入っていない。一方、グレイ法曹院とリンカーン法曹院はカムデン区にあり、自治体としての地位は持っていない。
4つの法曹院は基本的に法曹関係者のためにあるが、その敷地は一般に公開されており、美しい庭園やチャペルを見学することができる (入場料無料）。庭園やダイニングホールなどは企業のイベントや研修で使われることもある。また夏になると庭園でシェークスピアの劇などが上演されたり、パーティが開催されることもある。なお、4つの法曹院の建物の多くは第一級指定建築物 (Listed Building)として英国政府により保護されている。

## 会員資格
法曹院は15世紀中頃から現在に至るまで伝統的に以下の3種類の会員によって構成されている。
- 学生 (Student またはInner Barristerとも呼ばれる)

法曹院はかつて法廷弁護士候補生の教育を一手に引き受けていたが、現在のイングランドとウェールズにおける法廷弁護士育成の主流は10箇所あるBar Vocational Course (BVC, 法廷弁護士候補生向け職業訓練コース）に移った。法曹院はBVC在籍生に補助的な教育を行うに留まっているが、法廷弁護士の資格を得る ("Call to bar")ためにはいずれかの法曹院で12単位を獲得しなければならない。BVCの学生にとって法曹院は実務訓練のほかに、奨学金を得たり、正式なディナーを通じて法曹界の人脈作りや法曹界独特のエチケットを学ぶ場所としても大変重要である。
なおイングランドとウェールズで法廷弁護士になるには3段階のステップが必要である。最初に大学の法学部や他学部出身者向けコースで法学を学ぶ。次に上記のBVCと法曹院で職業訓練を受け、最後に先輩弁護士などの元で一定期間見習い法廷弁護士として過ごす。各段階の成績優秀者のみが次のステップに進めるため、法廷弁護士になるには非常に激しい競争がある。
- 法廷弁護士 (Barrister, またはOuter Barristerとも呼ばれる)

上記のように法曹院は基本的に教育が主体の機関なので、実務家である法廷弁護士と法曹院の関わりは一般的にあまり深くない。
法曹院は法廷弁護士への弾劾裁判を行い、彼らの弁護資格を停止する権利を有する。
- 評議員 (Bencher)

法曹院の所属会員の最高位にあるのが評議員である。評議員になるには法廷弁護士であることと、一定期間の職歴（例えばリンカーン法曹院では20年間）が必要である。もっとも現実には、評議員は法廷弁護士の中でも特別なステイタスを持つ王室顧問弁護士(Queen's Counsel)、または高等法院の裁判官から選ばれる。評議員に選ばれた者は生涯に渡って法曹院に執務室を持つことが出来る。また法曹院は所属会員以外、特に英国王室出身者や海外の著名法曹関係者から、名誉評議員を選ぶ場合もある。
法曹院の運営は、Treasurer (評議員の中で最高の権威を持つ。一年ごとに改選)や、理事(Trustee)や各委員会の議長などが当たっているが、これらのポジションはすべて評議員で占められている。
各法曹院における評議員の数は異なるが、例えばグレイ法曹院には約200人の評議員が在籍し、彼らが参加する正式な会議は"Pension"と呼ばれている。興味深いことに評議員の参加する会議の名称は法曹院毎に異なり、インナー・テンプルでは"Parliament"と呼ばれている。
こうした法曹院における会員資格の違いが顕著に表れるのが、法曹院で行われる模擬法廷 (moots)である。この模擬法廷において、法廷弁護士候補生は発言は許されず、ただ法廷の柵 (Bar)の中に立って、議論の行方を見ることが出来るのみである（Barの中に居るので彼らはInner Barristerと呼ばれることがある）。法廷弁護士は法廷の柵の外から議論に参加することは許されるが、やはり座ることは許されていない（Barの外に居るので彼らはOuter Barristerと呼ばれることがある）。一方、評議員は議論に参加することはもちろんのこと、着席することも許される。